# Naratriptan
Naratriptan ist ein selektiver Serotoninagonist aus der Gruppe der Triptane. Es wird als Arzneistoff in der Akuttherapie der Migräne und in der Vorbeugung gegen Cluster-Kopfschmerzen eingesetzt. Naratriptan wurde von GlaxoSmithKline entwickelt und ist im Vergleich zu anderen Triptanen in niedrigerer Dosis wirksam (DDD = 2,5 mg).
Naratriptan war weltweit das erste aus der Verschreibungspflicht entlassene Triptan. In Deutschland stand es ab April 2006 in  Packungsgrößen bis zu 2 Tabletten zu 2,5 mg für die akute Behandlung der Kopfschmerzphasen von Migräneanfällen in der Selbstmedikation zur Verfügung.

## Pharmakologie

### Wirkmechanismus
Naratriptan ist ein selektiver Agonist an den Serotonin-Rezeptoren 5-HT1B und 5-HT1D, welche auf zerebralen Blutgefäßen und präsynaptisch auf Neuronen vorkommen. Eine Aktivierung dieser Rezeptoren durch Naratriptan führt somit während eines Migräneanfalls einerseits zu einer Konstriktion der dilatierten zerebralen Blutgefäße und andererseits zu einer Verminderung der Ausschüttung von Entzündungsmediatoren.

### Pharmakokinetik
Maximale Plasmaspiegel werden innerhalb von 2 bis 3 Stunden erreicht.

### Nebenwirkungen
Eine der charakteristischsten, wenngleich seltenen Nebenwirkungen der Anwendung von Naratriptan sind der Angina Pectoris ähnliche Druck- und Beklemmungsgefühle der Brust, die auf eine Konstriktion der Herzkranzgefäße zurückgeführt werden. Ein Blutdruckanstieg ist ebenfalls bei einigen Patienten zu beobachten.
In Studien waren diese Nebenwirkungen bei der aktuell im Handel befindlichen Dosierung von 2,5 mg nicht häufiger als bei Placebo, weshalb die Verschreibungspflicht für Packungen bis zu 2 Tabletten zu 2,5 mg aufgehoben wurde.

### Wechselwirkungen
Naratriptan sollte nicht mit Ergotamin kombiniert eingesetzt werden, da eine erhöhte Gefahr von Koronarspasmen besteht.
Die amerikanische Gesundheitsbehörde warnt vor der potenziell lebensbedrohlichen Wechselwirkung des Serotoninsyndroms (der Körper kumuliert zu viel Serotonin im Nervensystem) bei gleichzeitiger Einnahme eines Triptans und eines Antidepressivums aus der Gruppe der SSRI (Selektive Serotonin-Wiederaufnahmehemmer) oder der SNRI (Selektive Serotonin- und Noradrenalin-Wiederaufnahmehemmer), wenn Triptane zusammen mit einem SSRI oder einem SNRI eingenommen werden. Symptome des Serotoninsyndroms können Ruhelosigkeit, Halluzinationen, Verlust der Koordination, schneller Herzschlag, Blutdruckschwankungen, erhöhte Körpertemperatur, gesteigerte Reflexe, Übelkeit, Erbrechen und Durchfall einschließen. In extremen Fällen ist sogar der Tod möglich, wenn das Serotoninsyndrom nicht erkannt und/oder falsch behandelt wird.

### Studien
Eine Metaanalyse verglich Wirk- und Sicherheitsprofil verschiedener Triptane in der Akuttherapie der Migräne.

## Handelsnamen
Monopräparate
Antimigrin (A), Formigran (D), Naramig (D, A, CH), mehrere Generika